# قاديشتو
كانت القادشتيات فئة من النساء في مجتمعات بلاد ما بين النهرين القديمة. يُفهم منهن عادةً أنهن كاهنات. في بابل، شغلن منصبًا مشابهًا للناديتو، ومُنعن بالمثل من الإنجاب، وإن لم يكن من الزواج. كما عملن كقابلات ومرضعات. أما دورهن في آشور والمناطق الأخرى، فهو أقل وضوحًا.

## خلفية
مصطلح qadištu له أصل أكادي وهو مشتق من الجذر qdš، "مقدس". ويمكن ترجمته حرفيًا إلى "امرأة مقدسة". في حين أنه من المفترض أنهم قاموا بدور الكاهنات، إلا أن المدى الكامل لواجباتهم الدينية لا يزال غير مؤكد. ربما ارتبطوا على وجه التحديد بعبادة أداد. تمت مقارنتهم بفئات أخرى من النساء، مثل nadītu أو kulmašītu ، وغالبًا ما يكون التمييز بينهما صعبًا.
وفقًا لمارتن ستول، عملت القاصرات أيضًا كقابلات أو مرضعات. وقد أيد هذا الاقتراح أيضًا مؤلفون مثل فومي كاراهشي وإيرين سيبينج-بلانثولت. ربما كن مسؤولات أيضًا عن عمليات الإجهاض. في الدراسات المبكرة، غالبًا ما وُصفت القاصرات بأنهن " عاهرات "، لكن هذا الرأي لم يعد مقبولًا لدى علماء الآشوريات المعاصرين.

### Qadištuandnugig
يمكن استخدام Sumerogram NU.GIG (𒉡𒍼) لكتابة مصطلح qadištu. يجادل مارتن ستول بأنه في النصوص السومرية يمكن فهم مصطلح nugig، الذي يعني حرفيًا "غير قابل للمس"، والذي وثقت جيدًا على أنه لقب لآلهة مثل نينماه وأرورو وإنانا ونينيسينا، على نحو مماثل على أنه تسمية للقابلات.  تلاحظ فومي كاراهشي أن هذا الاقتراح مدعوم بمقطع من قانون أور نامو المنشور عام 2011، والذي يضع صراحةً nugig بين النساء اللواتي يعتنين بأطفال الآخرين بشكل احترافي وينص على أنهن كن مسؤولات عن المساعدة في الاستعدادات للولادة والولادة والرضاعة. تفترض أن تطبيق هذا اللقب على إنانا قد يعكس فقط ما تم وصفه بأنه "تجميع واجبات وحقوق جميع الآلهة الإناث". ومع ذلك، تلاحظ أنيت زجول أنه باعتباره لقبًا للآلهة، وخاصة إنانا ونانايا ونينيسينا، فإن nugig يظهر بشكل أساسي في السياقات ذات الصلة بنقل السلطة الملكية، وهو ما يدعم تفسيره على أنه لقب عام يشير إلى مكانة عالية كما تزعم. كما تعترف ستول بأن nugig يمكن استخدامه بشكل عام كتعيين للنساء ذوات المكانة العالية.
يزعم زغول أن استخدام كلمة "نوغيغ" كأحد ألقاب إنانا كان السبب في إمكانية ترجمتها في الأكادية إلى "إشتاريتو" "التي تنتمي إلى عشتار". وقد اقترح أن هؤلاء الكاهنات نشأن في معابد عشتار، ولكن هذا غير مؤكد ودورهن غير مفهوم جيدًا. ومن المعروف أنهن كن مسؤولات عن تقليد أصوات الطيور لأغراض طقوسية. تشرح عدد من القوائم المعجمية كلمة "إشتاريتو " على أنها " إميسال غاسان " أي "سيدة" أو " غاسان آنا" أي "سيدة السماء"، بدلاً من "نوغيغ " الذي يعتبره زغول دليلاً إضافيًا على فهم كلمة "نوغيغ" بشكل مماثل كمؤشر على المكانة العالية عند تطبيقها على إنانا.

## الشهادات

### بابل
القضاة من بين فئات النساء الموثقة في المصادر البابلية القديمة. يتناول أحد أقسام قانون حمورابي (§181) إجراء تكريس ابنة المرء لإله لجعلها قاضيستو (أو بدلاً من ذلك ناديتو أو كولماشيتو ). تشير الأختام والأسماء الثيوفورية إلى أن أداد كان خيارًا شائعًا بشكل خاص، وأحيانًا إلى جانب زوجته شالا. تذكر رسالة من ماري قاضيستو من أنونيتوم.
يبدو أن معظم القضاة عاشوا بمفردهم. ومن المعروف أن أولئك المرتبطين بعداد سُمح لهم بالزواج، ولكن ليس بإنجاب الأطفال. ومن المحتمل أن يكون قد تم تقديم مبرر أسطوري لعدم إنجاب القضاة، وكذلك الناديتو والكولماشيتو، في أتراحاسيس، ولكن لا يمكن استعادة المقطع ذي الصلة بالكامل. ويظل من غير المؤكد ما إذا كان عدم الإنجاب يستلزم العفة أيضًا. ومن المعروف أيضًا أنه في بعض الحالات كان بإمكان القضاة تبني الأطفال، كما هو موثق في حالة إلشا هيجال، زوجة مغني الرثاء الرئيسي في سيبار البابلية القديمة.
وقد اقترح البعض أن بعض القضاة على الأقل كانوا متعلمين. ومع ذلك، يعتمد هذا الاقتراح على افتراض أن النصوص المدرسية التي عُثر عليها في أحد المنازل التي تم التنقيب عنها في سيبار والتي كانت تخص قاضية وشقيقها قد تم نسخها من قبلها، وهو ما لا يزال غير مثبت.

لم يعد يُشار إلى قاضيستو والمهنيات الأخريات المشابهات في نصوص الألفية الأولى قبل الميلاد. الاستثناء هو التعويذات المناهضة للسحر، حيث يُطلق مصطلح قاضيستو أحيانًا على معارضي الآشيبو. علاوة على ذلك، تعامل القوائم المعجمية قاضيستو على أنه قابل للتبادل مع العديد من المصطلحات الأخرى، بما في ذلك ناديتو، ولكن أيضًا شاموتو ("عاهرة") والتي تشير وفقًا لمارتن ستول إلى أن المعنى الأصلي للعديد من الألقاب الطقسية والمهنية قد نُسي وأصبحت قيمتها أقل. ومع ذلك، تلاحظ إيرين سيبينج بلانثولت أنه من غير المعقول أن تتوقف ممارسة التوليد تمامًا، كما يُجادل أحيانًا بناءً على تراجع الإشارات إلى قاضيستو والمجموعات الأخرى ذات الصلة.

### مناطق أخرى
مصطلح qadištu موثق أيضًا في مصادر من آشور، ولكن من غير الواضح ما إذا كان له نفس المعنى في هذا السياق كما هو الحال في بابل. يبدو أن النصوص الآشورية القديمة من كانش تعامل qadištu على أنها تسمية للزوجة الثانية للرجل، ويُستخدم بالتبادل مع تسمية amtu (حرفيًا "فتاة جارية"، وهنا مؤشر على وضع أدنى من وضع الزوجة الأساسية). تنص قوانين آشور الوسطى على أن qadištu المتزوجة يجب أن ترتدي الحجاب، بينما يُحظر على غير المتزوجات القيام بذلك. وفقًا لمارتن ستول، تشير المصادر الآشورية اللاحقة إلى أن المصطلح لم يعد مفهومًا.
يتناول أحد النصوص الاقتصادية التي اكتشفت أثناء الحفريات في إيمار شراء حقل من قبل امرأة تُعرف باسم قاضيشتو ، ولكن من غير المعروف كيف تم فهم هذا المصطلح في هذه المدينة.